# 191 (getal)
Het getal 191 is het 43ste priemgetal, wat het meteen een dubbel priemgetal maakt, aangezien 43 zelf ook een priemgetal is. Het eerst volgende priemgetal is 193, waardoor 191 en 193 samen een priemtweeling vormen.
191 is ook een Sophie Germainpriemgetal, gezien {\displaystyle 2\times 191+1=383} ook priem is.